# Einzugsbereich
Als Einzugsbereich oder Einzugsgebiet wird ein geographischer Raum bezeichnet, der einen infrastrukturellen Einflussbereich eines meist zentralen Objektes, einer Einrichtung oder einer Struktur darstellt. Dies erfordert geeignete Verbindungswege und deren natürliche Voraussetzungen. Als Beispiele seien genannt das Einzugsgebiet einer Stadt, einer Schule oder eines Unternehmens.
Der Terminus wird hauptsächlich in der Wirtschaftsgeografie, Sozialgeographie, Verkehrsgeographie und in verwandten Fachdisziplinen sowie in der Raumplanung verwendet.
Das Einzugsgebiet einer Stadt und ihrer öffentlichen Einrichtungen wurde von Walter Christaller in seiner Theorie der zentralen Orte (1930er) auch als Ergänzungsgebiet bezeichnet. Im Ergänzungsgebiet wohnen die Nachfrager der Güter (insbesondere Dienstleistungen), die in dem zentralen Ort angeboten werden. Die Nachfrager im Ergänzungsgebiet sind in ihrem Kundenverhalten auf den zentralen Ort hin orientiert bzw. werden von ihm versorgt. Streng genommen versteht man in dieser Theorie unter einem zentralen Ort jedwede Form von Angebotsstandort, in der Praxis wird hierunter allerdings meist eine Gebietskörperschaft verstanden. Dies gilt insbesondere für das System der zentralen Orte in der Raumordnung. Weitere Namen solcher Gebiete von Siedlungen in ihrer funktionalen Vielfalt sind Verflechtungsbereich, Marktgebiet und (auf die Infrastruktur bezogen) Versorgungsgebiet. Vereinzelt haben oder hatten Institutionen wie niedergelassene Ärzte, Apotheken oder Rauchfangkehrer und andere Infrastruktur von öffentlichem Interesse auch einen rechtlich garantierten Gebietsschutz.
In einem ähnlichen Sinne sind die Einzugsbereiche von beispielsweise Schulen und von Unternehmen (insbesondere Einzelhandelsbetriebe und andere Anbieter haushaltsorientierter Dienstleistungen) zu verstehen, doch kann ihr geografischer Zusammenhang stärker gelockert sein. Denn Ausbildungs- oder Produktionsbetriebe haben zwar meist ihren regionalen Markt, sprechen jedoch auch weiter entfernte Kunden an. Die Planung der Einzugsbereiche von Schulen ergibt die Schulsprengel, in denen Pflicht zum Besuch einer gewissen öffentlichen Schule besteht. Je spezieller eine Schule oder eine Firma ausgerichtet ist, desto größer ist im Regelfall ihr Einzugsbereich. Ähnliches gilt für Krankenhäuser, kulturelle Angebote (Theater, Museen usw.), aber auch Freizeit-Einrichtungen (Vergnügungsparks, Tourismusregionen usw.).
Einzugsgebiete sind Konstrukte; sie unterliegen großen räumlich-zeitlichen Variationen und können nur anhand von theoretischen Überlegungen exakt abgegrenzt und segmentiert werden (z. B. mit dem Huff-Modell), oder aber regulierenden politischen Eingriffen (Grenzziehungen) absichtlich hergestellt.
Die Planung solcher Versorgungs- und Interessensgebiete obliegt im öffentlichen Bereich – etwa für Schulen, Ämter und Apotheken – der Raumordnung. In der privaten Wirtschaft ist die Planung Sache der Marktforschung und der Unternehmensstrategie. 